# 镬身鬼
镬身鬼，是《正法念處經・餓鬼品》中记载的三十六種鬼之一，鑊的意思指炒鍋，鑊身指於鍋中受烈火之刑，以殺生為工作，和貪佔他人財物者，死後會受此果報。